# 短距风兰
短距风兰（学名：Vanda richardsiana）为兰科万代兰属下的一个种。

## 扩展阅读
- 維基物種上的相關：短距风兰